# Bugaj (Beskid Żywiecki)
Bugaj (słow. Bugaj, 1140 m) – szczyt w grupie Wielkiej Raczy w Beskidzie Żywiecko-Kisuckim.

## Opis szczytu
Znajduje się w głównym grzbiecie tego pasma, pomiędzy szczytami Wielka Czerwenkowa (1131 m) i Jaworzyna (1173 m), od której oddziela go Przełęcz pod Jaworzyną (1040 m). Grzbietem tym przebiega granica polsko-słowacka i Wielki Europejski Dział Wodny. Bugaj jest ponadto zwornikiem dla dwóch bocznych grzbietów. W północnym kierunku (na polską stronę) opada z Bugaja długi grzbiet Kołyski. Głęboką doliną po jego zachodniej stronie spływa potok Śrubita, równie głęboką doliną po wschodniej stronie potok Abramów. Jeszcze dłuższy grzbiet z wierzchołkami Javorina, Bryzgalky i Hričovský vrch odchodzi od Bugaja na południową, słowacką stronę.
Do I wojny światowej Bugaj był terytorium łowieckim rodziny Habsbugów. W 1957 r. na jego północnym grzbiecie, na zachodnich stokach opadających do doliny potoku Śrubita utworzono leśny rezerwat przyrody Śrubita. Rośnie w nim las jodłowo-bukowy, z domieszką świerków, jesionów i jaworów, a drzewa mają 120–140 lat.
Polskie stoki Bugaja znajdują się w granicach miejscowości Rycerka Górna w województwie śląskim, w powiecie żywieckim, w gminie Rajcza. W regionalizacji fizycznogeograficznej Polski według Jerzego Kondrackiego Grupa Wielkiej Raczy zaliczana jest do Beskidu Żywieckiego, w nowszej polskiej regionalizacji z 2018 roku do Beskidu Żywiecko-Kisuckiego, na Słowacji do Beskidu Kisuckiego. Bugaj jest całkowicie porośnięty lasem. Szlak turystyczny omija jego wierzchołek, trawersując jego północne stoki, tuż powyżej rezerwatu Śrubita.

## Nazwa
Polski rejestr nazw geograficznych podaje nazwę Bugaj, według Aleksego Siemionowa prawidłowa nazwa tego szczytu to Kołyski Beskid, jest to bowiem najstarsza znana nazwa, podawał ją kilkakrotnie Andrzej Komoniecki (1658–1728), autor „Chronografii albo Dziejopisu Żywieckiego”. Taką nazwę wymieniali także Bogumił Krygowski i Władysław Midowicz i nazwa ta znana była także miejscowej ludności. Nazwę Bugaj wprowadziła mapa austriacka, a w ślad za nią późniejsze polskie mapy. Nazwa ta (również w wersji Koliski Beskid) dotyczyła także całego północnego grzbietu. Według A. Siemionowa pochodzi ona od położonego około 3 km na południe na terenie Słowacji małego przysiółka i leśniczówki Koliska. Widocznie dawniej cały ten rejon, zarówno po słowackiej, jak i polskiej stronie tak się nazywał.

## Szlaki turystyczne
odcinek: Wielka Racza – Jaworzyna – przełęcz Przegibek – Bania – Majcherowa – Przełęcz pod Rycerzową.